# Tawellemmet
Ne doit pas être confondu avec Tamasheq.
Le tawellemmet, aussi appelé tamajeq ou tamažeq (autonyme : tǝmajǝq ou təmažəq avec l’alphabet latin,ⵜⴰⵎⴰⵌⵈ ou ⵜⵎⵌⵆ en tifinagh), est une langue touarègue parlée à l'est Mali, l'ouest du Niger et dans certaines parties du nord du Nigéria. C'est la langue touarègue qui a le plus grand nombre de locuteurs.

## Nom
Le terme tawallemet n'est jamais utilisé par ses locuteurs. Ces derniers la désignent par le terme tamajeq. Tawallemet est un terme utilisé par les autres Touaregs  de Tadamaket et surtout par les touaregs qui parle l'accent tamasheq c'est-à-dire ceux qui prononce le phonème "z"  comme "sh" comme dans le mot tamazeq (tamazeght) qu'ils prononcent "tamasheq" ce sont ces touaregs là qui  utilisent le terme "Tawellemet" en référence aux Iwellemmeden pour la différencier de leurs parlés.

## Utilisation
Le Tamajeq est parlé au Niger par 450 000 personnes en 1998, pour un total de 801 000 dans le monde.
On s'en sert aussi bien à la maison que dans la vie de tous les jours. Certaines écoles l'enseignent (16 écoles primaires font leurs cours en tawellemmet lors des trois premières années).
Il est utilisé comme langue seconde par les locuteurs du tagdal et du tasawaq (des langues mixtes appartenant aux langues songhaï septentrionales (en)).

## Dialectes
La langue possède deux dialectes :
- tawallammat tan ataram
- tawallammat tan dannag (tazawaq)

## Reconnaissance légale
Le tawellemmet est reconnu en 1999 par l'article 3 de la Constitution du Niger. C'est une des dix langues des communautés constituant la nation nigérienne.

## Écriture
Au Niger, l’alphabet officiel du tamajaq est défini dans l’arrêté no 017/MEN/ALPHA de 1966 et dans les arrêtés no 214-99 de 1999.
| Majuscules | A | Â | Ă | Ǝ | B | C | D | Ḍ | E | Ê | F | G | Ǧ | H | I | Î | J | J̌ | Ɣ | K | L | Ḷ | M | N | Ŋ | O | Ô | Q | R | S | Ṣ | Š | T | Ṭ | U | Û | W | X | Y | Z | Ẓ |
| Minuscules | a | â | ă | ǝ | b | c | d | ḍ | e | ê | f | g | ǧ | h | i | î | j | ǰ | ɣ | k | l | ḷ | m | n | ŋ | o | ô | q | r | s | ṣ | š | t | ṭ | u | û | w | x | y | z | ẓ |